# Wellington (Floryda)
Wellington – wieś w Palm Beach County, w stanie Floryda, w USA. Według spisu w 2020 roku liczy 61,6 tys. mieszkańców. Należy do obszaru metropolitalnego Miami.
Odbywa się tutaj coroczny Zimowy Festiwal Jeździecki.